# Egeskov
Zamek Egeskov (duński: Egeskov Slot) znajduje się na południowo-zachodnim wybrzeżu Fionii w Danii. Jest najlepiej zachowanym zamkiem na wodzie europejskiego renesansu. Wzniesiono go w 1554 roku na fundamencie z dębowych pali.

## Historia
Zamek został zbudowany w 1554 roku przez Frandsa Brockenhuusa jako ufortyfikowana rezydencja wzniesiona na środku stawu na drewnianych palach. Posiadłość pozostawała w rękach wielu znamienitych duńskich rodów, takich jak Brockenhuus, Ulfeldt i Krag. W 1784 roku zamek przeszedł na własność rodziny Bille, której członkowie, po przyjęciu nazwiska Ahlefeldt-Laurvig-Bille, są właścicielami do dziś. W XIX wieku zamek został poddany licznym renowacjom przez hrabiego Juliusza Ahlefeldt-Laurvig-Bille, który przywrócił mu dawny blask. W latach 60. XX wieku hrabia Gregers i hrabina Nonni otworzyli ogrody zamkowe dla publiczności, a ich syn, hrabia Claus, w 1968 roku udostępnił wnętrza zamku i założył Muzeum Klasyków. 